# Sistema de informação em saúde
Os Sistemas de Informação em Saúde, são pessoas que reúnem, guardam, processam e facultam a informação a uma organização de saúde, informação que deve ser útil e estar acessível àqueles que dela necessitam. Um sistema de informação é, pois, uma combinação de procedimentos, informação, pessoas, tecnologias e vários outros recursos. Note-se que um sistema de informação pode envolver, ou não, a utilização de tecnologia informática, por isso não se deve confundir sistema de informação com um sistema informático. 
Os Sistemas de Informação em Saúde devem incluir todos os dados necessários aos profissionais de saúde e utilizadores dos sistemas, com o objetivo de desenvolverem e protegerem a saúde das populações. Segundo a Organização Mundial de Saúde (OMS), o investimento nestes sistemas de informação possui vários benefícios, como ao nível do auxilio aos tomadores de decisão, no controle e detecção de problemas de saúde endêmicos, na monitorização de progressos e metas pré-estabelecidos e na promoção da equidade e da qualidade dos serviços.
Os Sistemas de Informação em Saúde podem ser desenvolvidos para uso macro-econômico, utilizados em Ministérios, Secretarias de Estado ou Prefeituras / Câmaras Municipais (neste caso condensando informações de outros subsistemas ou redes locais), ou para uso micro-econômico (clínicas, hospitais, redes empresariais).
Podem conter informações clínicas e não clínicas, ou administrativas.

## Sistemas de Informação Hospitalares em Portugal
Um estudo realizado há poucos meses pela investigadora Andreia de Almeida, concluiu que os sistemas de informação nos hospitais públicos portugueses ainda possuem um longo caminho a percorrer no sentido da excelência. Parece que o investimento que tem sido realizado, nos últimos anos no sector das TIC, não foi suficiente para garantir uma gestão eficaz dos sistemas de informação.

## Sistemas de Informação no Brasil
Falando sobre os sistemas de informação em saúde constitui um dos volumes da publicação resultante do projeto “A experiência brasileira em sistemas de informação em saúde”. Este livro foi desenvolvido a partir da inclusão, no âmbito do referido projeto, de um diagnóstico avaliativo sobre a percepção dos usuários sobre as características selecionadas dos sistemas de informação de âmbito nacional (Sinasc, Sinan, SIM e SIH) e das experiências do DATASUS e da Ripsa na disseminação e na análise das informações. 
Esse diagnóstico deveria constar, essencialmente, de uma avaliação qualitativa, na qual seriam entrevistados gestores nos diversos níveis administrativos, além de dois tipos de usuários privilegiados: pesquisadores e conselheiros de saúde. A originalidade da proposta e seus desafios, dado o caráter multidisciplinar da investigação, foram os principais fatores que motivaram a Fundação Oswaldo Cruz – por intermédio de duas de suas unidades, o Centro de Informação Científica e Tecnológica e a Escola Nacional de Saúde Pública – a com o projeto. 
O delineamento do estudo partiu da premissa de que, entre os mais importantes aspectos que contribuem para o êxito dos sistemas de informação no país, estão os “quadros” que neles atuam, isto é, os atores tanto institucionais como os da sociedade civil, que, mediante seu compromisso e seu envolvimento, emprestam aos sistemas suas inteligências e suas biografias. Nesse sentido, decidiu-se que essa consulta seria feita de forma que esses atores pudessem argumentar mais livremente sobre os sucessos e as dificuldades encontradas ao longo da implantação dos sistemas de informação, relatar suas experiências nos processos de criação e disseminação, bem como ponderar sobre o que ainda precisa ser feito.
Para tanto, foi necessário contar com um grupo de entrevistadores qualificados, constituído por pesquisadores e docentes familiarizados com o processo de construção do Sistema Único de Saúde (SUS), a fim de que os depoimentos tivessem a profundidade necessária para a abordagem de aspectos apontados pela literatura, a partir dos quais foram elaborados os roteiros. 
A total adesão dos gestores, pesquisadores e conselheiros ao convite que lhes foi feito, para refletir sobre as questões propostas, não apenas garantiu o desenvolvimento do trabalho, mas também atuou como um fator de estímulo e envolvimento de toda a equipe do projeto, permitindo que seu cronograma fosse cumprido dentro dos prazos estabelecidos. Merece ser destacado que o elevado espírito público dessas pessoas e a forte consciência que demonstram sobre a relevância do trabalho que realizam, visando ao aprimoramento da gestão do SUS e à melhoria das condições de saúde da população, constituíram, sem dúvida, o principal fator para a consecução do projeto. 
Concomitantemente ao trabalho de consulta materializado neste livro, foram elaborados textos nos quais o mesmo campo temático foi abordado por pessoas que vivenciaram a concepção e a implantação de cada sistema e que, portanto, levaram em conta os aspectos referentes ao contexto político institucional em que os sistemas foram criados, bem como os principais usos que deles têm sido feitos. Tais textos compõem o primeiro volume desta publicação, que tem com o presente uma relação de complementaridade, pois permite aos leitores uma visão acurada da concepção e das estruturas dos sistemas de informação em saúde no país. 
O trabalho sobre os depoimentos de gestores, pesquisadores e conselheiros apresentado aqui tem como objetivo trazer a público elementos que possam contribuir para a compreensão da dinâmica cotidiana desses sistemas. Assim, especial atenção foi dedicada aos aspectos exitosos dos sistemas, às suas limitações e às propostas de superação destas, em obediência ao que foi detectado por aqueles que estão diuturnamente envolvidos com a produção, a disseminação e o uso de informações sobre saúde no Brasil. 
Conforme já aludido, este trabalho originou-se de uma proposta feita pelo Ministério da Saúde (MS) ao Centro de Informação Científica e Tecnológica da Fiocruz (CICT). Em 2005, o Ministério foi procurado pela Organização Pan-Americana da Saúde (Opas), que – junto ao Carolina Population Center, da North Carolina University, por intermédio de seu Measure Evaluation Project, mediado pelo Latin American and Caribbean Regional Bureau of Usaid (LAC-Usaid) – propôs um estudo sobre sistemas brasileiros de informação em saúde orientado para os pontos apresentados a seguir. 
Realização de um estudo de curta duração, previsto para três meses de trabalho, de forma que o trabalho de campo fosse feito em 30 dias. Utilização de uma metodologia que permitisse colher informações de caráter qualitativo sobre o que “deu certo” nesses sistemas de informação nos últimos 20 anos. Para isso, tanto o Ministério quanto a Opas gostariam que o CICT encontrasse uma forma de saber o que se “apre(e)ndeu” da experiência brasileira, fosse por intermédio de experiências bem-sucedidas, fosse mediante os pontos fracos do sistema. resultado – e com base nessa vivência –, o trabalho deveria apontar para o que está sendo feito – ou deverá ser feito – para se obter um sistema de informação “melhor” nos próximos 10 ou 15 anos.
Algumas das principais aplicações informáticas presentes nos sistemas de informação em saúde do Brasil são:
- Sistema de Informações sobre mortalidade (SIM)
- Sistema de informações sobre nascidos vivos (SINASC)
- Sistema de informações da atenção básica (SIAB)
- Sistema de informação de agravos de notificação (SINAN)
- Sistema de Informações Hospitalares (SIH-SUS)
- B.I. Saúde Brasil - reúne dados de diversas fontes para criar estudos conclusivos do mercado de saúde brasileiro (ANS, ANVISA, RFB, CFM, DATASUS e IBGE)